# Ера (лист)
Ера - лист за шалу, сатиру и забаву  излазио је једанпут недељно, од 18. јулa 1882 (број 1.)  до 12. септембра 1882. године (број 9).

## О часопису
Лист Ера покренуо је српски хумориста и карикатуриста Драгутин Дамјановић, док је власник листа био Јован Поповић. Први број листа појавио се 18. јула 1882. године. Ера је заступао политику Српске напредне странке, и штампан је у штампарији те странке. Лист је објављивао шаљиве песме и карикатуре, али и сатиричне прозне текстове. У заглављу листа стајао је мото, стих Бранка Радичевића: Ао Еро, тврда вјеро - Бранко. Последњи број 9. изашао је 12. септембра 1882. године.

## Тематика листа
Ера се бавио актуелним политичким темама, нападајући, пре свега, политичке противнике напредњака, Либерале и Радикале. Велику пажњу, лист је посвећивао карикатурама, које су објављиване, понекад, и преко читаве стране. Оштрица Ере, била је усмерена и према спољнополитичким темама, где су руглу извргавани Ото фон Бизмарк, али и Срби из прека. Ређе, лист се бавио и обичним темама, љубавним односима, гурманлуцима или темама из школе.

## Рубрике
- Шетња по Калемегдану
- Кроз Београд
- Ерино питање
- Ера и Ђера
- Подлистак
- Ситнице

## Политичка опредељеност листа
Бранећи политику, тада, владајућих напредњака, Ера је нападао опозиционе либерале и радикале, посебно њихове прваке Јована Ристића и Николу Пашића. Мета је често био и песник Лаза Костић, који је био главни и одговорни уредник листа Српска независност, наклоњеног либералима, али и црквени великодостојник Митрополит београдски Михаило. Велику пажњу Ера је посвећивао опозиционим листовима Ћоса (новине) и Брка (новине), а нарочито Пери Тодоровићу и листу Самоуправа, највише после чувеног радикалског збора у Крагујевцу из јула 1882. године. Афере владајућих напредњака, ватрено су бранили.